# Mirtha Dermisache
Mirtha Dermisache (21 de fevereiro de 1940 – 5 de janeiro de 2012) foi uma artista visual e poeta argentina. A maior parte de sua obra não foi escrita em espanhol, nem em nenhum outro idioma conhecido. Sua produção singular, iniciada na metade dos anos 60 e que se estende até os anos 2000 é composta por caligrafias inventadas, que exploram o limite entre pintura e escrita. A essa poesia visual - que ora lembra eletrocardiogramas, ora remete ao alfabeto árabe -, Barthes chamou de "escrita ilegível". A produção de Dermisache nos encara com perguntas: não está se revelando para nós uma linguagem desconhecida? E o que revela essa linguagem? É preciso ler ou apenas olhar? Não é toda escrita manuscrita também um testemunho de uma verdade, única e própria de quem a escreve? 
Poetas vêm pensando o espaço desde o fim do século XIX, Mallarmé, por exemplo, se preocupa com a distribuição do texto pelo espaço; Henri Michaux, que pensou a fronteira entre escrita e desenho ao inventar caligrafias; Isidore Isou, que criou o movimento Letrismo, também referência para Dermisache. Mas, como a autora dialoga com essas referências, se um diálogo implica comunicação entre partes e sua escrita é ilegível? Então ela dialoga sozinha? 
O que é certo é que só há diálogo, quando a escrita atípica (escrita assêmica) de Mirtha Dermisache encontra leitores igualmente atípicos. 

## Exposições
Mirtha teve seus obras exibidas em locais como o Centro Georges Pompidou, em Paris, e o MACBA, em Barcelona.
- Nova York, Henrique Faria Fine Art; Mirtha Dermisache: The Otherness of the Writings, 2018
- Buenos Aires, Mirtha Dermisache. Publicaciones y dispositivos editoriales, Pabellón de las Bellas Artes de la Universidad Católica de Argentina, 2011
- Paris, Tirages limités, Galerie Brun Léglise, 2010
- Paris, Dispositif éditorial, Florent Fajole, Centre des Livres d’Artistes, Saint-Yrieix-la-Perche, 2008
- Rome, Diez cartas. Dispositivo editorial 4, Istituto Italo-Latino-Americano (IILA, feito em colaboração com Le clou dans le fer, 2007
- Londres, Mirtha Dermisache: Libro n°2-1968. Dispositivo editorial 3, Bookartbookshop,feito em colaboração com Le clou dans le fer 2006
- Buenos Aires, Mirtha Dermisache: Lectura pública. Dispositivo editorial 2, Centro Cultural de España, colaboração com Les Editions de la Mangrove, 2005
- Marselha, Mirtha Dermisache : Ecritures [:] Multiples, Centre International de Poésie Marseille, 2004
- Buenos Aires, Mirtha Dermisache: Escrituras [:] Múltiples, El Borde. Arte contemporáneo, feito em colaboração com Mangrove, 2004
- Antuérpia, Mirtha Dermisache, Archive Space, Archive for Small Press & Communication (A.S.P.C.), 1989
- Amsterdã, Mirtha Dermisache, Other books and So, 1978

## Publicação
- 4 Textos, 1970-1998, Geneviève Chevalier & Florent Fajole éditeurs, Les éditions de la mangrove, Nîmes, Atelier Alban Chassagne, Paris, 2011.
- Texto, 1974, Geneviève Chevalier & Florent Fajole éditeurs, Les éditions de la mangrove, Nîmes, Atelier Alban Chassagne, Paris, 2011.
- Fragmento de historia, Florent Fajole éditeur, Les éditions de la mangrove, collection Dispositifs, Nîmes, 2010.
- Lectura publica 5, Le 19 – Centre régional d’art contemporain, Montbéliard, 2010.
- Lectura publica 4, Le 19 – Centre régional d’art contemporain, Montbéliard, 2010.
- Libro n°1-1972, Le 19 – Centre régional d’art contemporain, Montbéliard, 2010.
- Diez cartas, segunda edição, edição de artista, coordenação: Olga Martínez, Buenos Aires, 2009.
- Libro n°2-1972, Les éditions de la mangrove, Nîmes, Le Clou dans le Fer, Reims, collection Dispositifs, Centre Des Livres d’Artistes, Saint-Yrieix-la-Perche, 2008.
- Diez cartas,primeira edição, Le Clou dans le Fer publishers, Collection: Devices, Reims, 2007.
- Lectura pública 3, edição de artista, Buenos Aires, 2006.
- Libro n°2-1968, Mangrove publishers, Nîmes, Le Clou dans le Fer, publishers, Reims, 2006.
- Lectura pública, Mangrove publishers, Nîmes, 2005.
- 9 Newsletters & 1 Reportaje, Mobil-Home, Marseille, Manglar, Nîmes, El Borde, publishers,Buenos Aires, 2004.
- Libro n°8-1970,: xul, Buenos Aires, Mobil-Home, Marselha, Manglar, Nîmes, publishers 2003.
- Libro n°1-2003,: xul, Buenos Aires, Mobil-Home, Marselha, Manglar, Nîmes publishers, 2003.
- Diario n°1 year 1, quinta edição, edição de artista, Buenos Aires, 1995.
- 4 Cartes postales, Guy Schraenen éditeur, Antuérpia, 1978.
- Carte postale, sans titre, Guy Schraenen éditeur, Anuérpia, 1975.
- Cahier n°1 1975, Guy Schraenen éditeur, Antuérpia, 1975.
- Diario n°1 year 1, Troisiéme edition, Guy Schraenen èditeur, Antuérpia, 1975.
- Fragmento de historieta, Centro de Arte y Comunicación, Buenos Aires, GT- 453, 1974.
- Libro n°1 1969, Arte de Sistemas en Latinoamérica, Internationaal Cultureel Centrum, Antwerp, 1974. Centro de Arte y Comunicación, Buenos Aires, 1973.
- Diario n°1 year 1, seconda edição, artist’s edition, Buenos Aires, 1973.
- Diario n°1 year 1, quinta edição, Centro de Arte y Comunicación, Buenos Aires, 1972.
- Carta, Centro de Arte y Comunicación, Buenos Aires, Buenos Aires, 1971.